# اجتياح سخالين
اجتياح ستالين (بالإنجليزية: Invasion of Sakhalin)‏ ، ويسمى عند المؤرخين الروس الغزو الياباني لسخالين (بالروسية: Японское вторжение на Сахалин) ، بينما يسمى عند المؤرخين اليابانيين معركة سخالين (باليابانية: 樺太の戦い) ، هي معركة فاصلة حدثت بين القوات الإمبراطورية الروسية من جهة وبين القوات البحرية اليابانية من جهة أخرى وذلك من تاريخ 7 إلى 31 يوليو عام 1905 ، وكانت النتيجة انتصاراً حاسماً لليابان وهزيمة مذلة للجيش الإمبراطوري الروسي، وأجبرت الحكومة الروسية على الموافقة من الطلب الياباني بتقسيم جزيرة سخالين، تم الاستحواذ على الجزء الأكبر من جنوب سخالين لليابان وسميت لاحقاً محافظة كارافوتو وبقيت أجزاء الشمالية من الجزيرة لروسيا.